# Monte Senlac
Monte Senlac (ou Cume de Senlac) é o local onde o rei Haroldo Godwinson implantou seu exército para a batalha de Hastings em 14 de outubro de 1066. O nome Senlac foi popularizado pelo historiador vitoriano Edward Augustus Freeman baseando-se unicamente em uma descrição da batalha pelo cronista anglo-normando Orderico Vital. Freeman chegou a sugerir que os normandos apelidaram a área de Blood lake como um trocadilho com o inglês Sand lake, "Lago de Sangue".
Não é improvável que Orderico tenha conhecido o nome em inglês para Senlac já que ele passou sua infância na Inglaterra tendo nascido de uma mãe inglesa. Sua educação, no final de sua época na Inglaterra, venho de um monge inglês. No entanto, a hipótese de Freemans tem sido criticada por outros historiadores, uma vez que se baseia puramente em evidências de Orderico Vital. Ele nasceu várias gerações após a batalha de Hastings e cronistas que eram mais contemporâneos a batalha não usam o nome Senlac.

## Origem

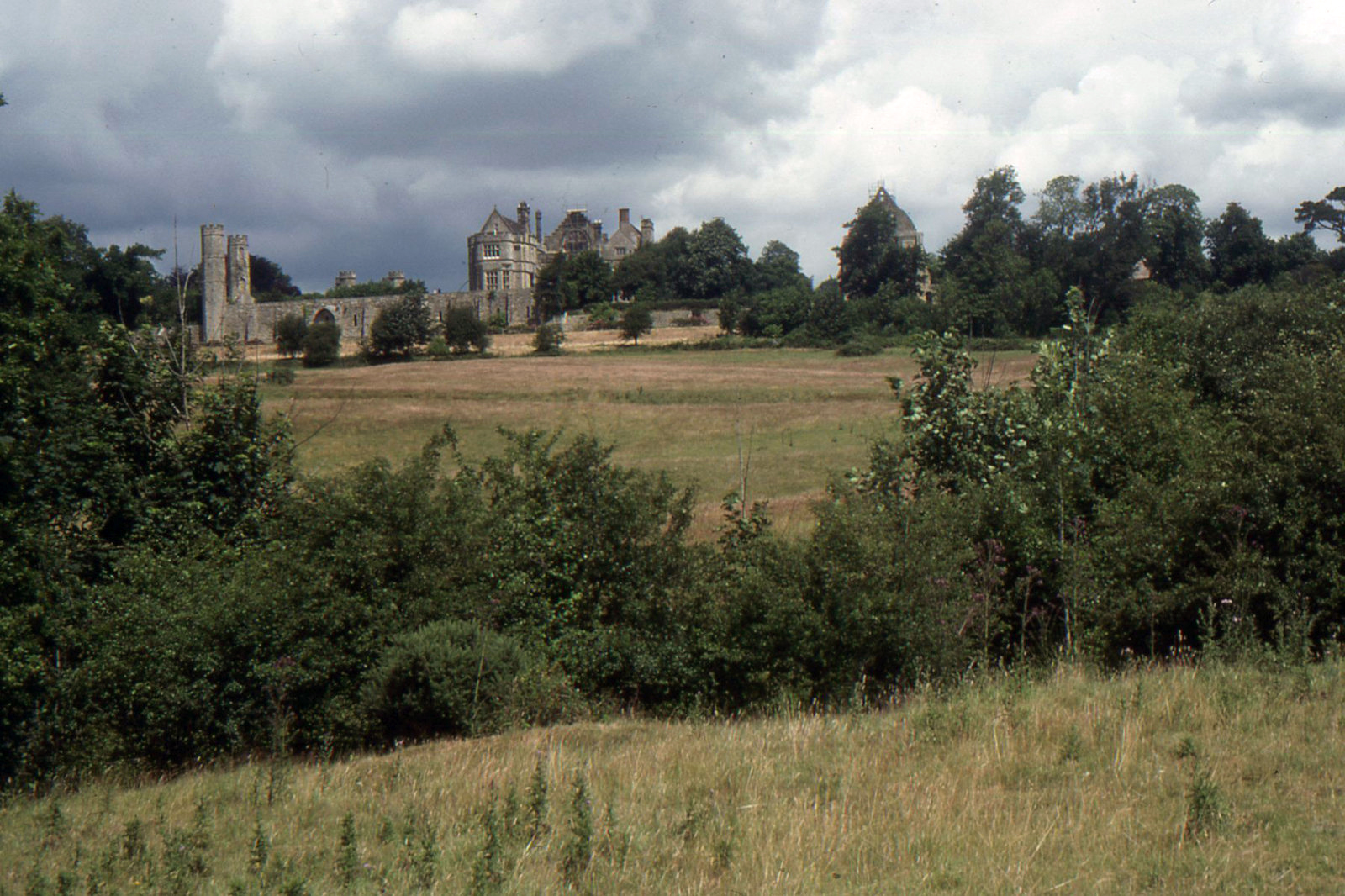
A batalha de Hastings foi travada em 1066 neste local. A posição inglesa estava no topo da colina, onde depois foi levantada a Abadia, e os normandos aproximadamente onde o fotógrafo está de pé.

O nome Senlac foi introduzido na história inglesa pelo historiador vitoriano Edward Augustus Freeman, sua única fonte para isso é o cronista anglo-normando Orderico Vital. Freeman sugeriu que Senlac era o nome correto do local da batalha de Hastings já que o nome da colina era Senlac e estava perto de um riacho chamado Santlache. Orderico descreve as forças de Haroldo montadas para a batalha ad locum, qui Senlac antiquitus vocabatur, e a batalha em si como sendo travada in campo Senlac.

## Blood lake
Orderico nasceu em Atcham, Shropshire, na Inglaterra, como filho mais velho do padre francês Odeler de Orléans, sua mãe era inglesa. Quando Orderico tinha cinco anos, seus pais o enviaram para um monge inglês com o nome de Siward, que manteve uma escola na Abadia de São Pedro e São Paulo em Shrewsbury. Embora tenha se mudado para um mosteiro na Normandia com dez anos de idade, parece ter mantido suas ligações com a Inglaterra. Freeman concluiu que era perfeitamente possível para ele ter conhecido o nome do cume em inglês. A Crônica da Abadia de Battle descreve o que é chamado de Malfosse, que era uma grande vala que se abriu durante o curso da batalha (algumas fontes dizem que depois da batalha), onde muitos soldados de ambos os lados caíram e foram pisoteados até a morte, o resultado foi riachos de sangue, além do que se podia ver. De fato, houve uma lenda local que se manteve durante séculos após a batalha de que o solo da região ficou vermelho depois de uma chuva forte.
Freeman sugeriu que Senlac significava Sand Lake em inglês antigo com os conquistadores normandos chamando-o (em francês) Sanguelac. Considerou esse uso como um trocadilho, porque a tradução em inglês de Sanguelac é "Lago de Sangue".

## O nome "Senlac"
Vários historiadores discordaram da análise de Freeman. John Horace Round publicou seu "Feudal England: Historical Studies on the XIth and XIIth Centuries" em 1895 em que critica fortemente a visão de Freeman. Ele ressaltou que Senlac não era uma palavra em inglês e foi simplesmente um modismo, se não uma invenção de Orderico Vital.
Os cronistas normandos Guilherme de Jumièges e Guilherme de Poitiers que eram contemporânea com o Battle of Hastings não registraram o local do acontecido como Senlac e a Crônica da Abadia de Battle simplesmente registrou a localização em latim como Bellum (Battle).
Documentos posteriores, contudo, indicam que a abadia tinha um pedaço de terra conhecido como Santlache (Sandlake) com o nome Sandlake continuando durante vários séculos como um dízimo em Battle.

## Etimologia
A origem anglo-saxônica do nome Hastings era provavelmente Hæsta-inga (e variações) que significa "clareira do povo de Hæsta". No entanto uma outra origem possível, mais uma vez de origem anglo-saxônica, é Asten-enge que signifique "prado da Asten" (o Asten é o córrego que atravessa o campo de batalha).
Freeman considera que Orderico Vital chamou o campo de batalha, nomeadamente, Senlac, pode ter sido uma corruptela do nome de origem anglo-saxônica. Outros estudiosos têm sugerido que a forma anglo-saxônica seria scen-leag, que significa "belo prado".